# NGC 3447
NGC 3447 este o galaxie spirală situată în constelația Leul. A fost descoperită în 18 martie 1836 de către John Herschel.